# العوشة (شبوة)
العوشه هي إحدى قرى الجمهورية اليمنية. وهي تتبع جغرافيًا لمحافظة شبوة. وإداريًا لمديرية نصاب. يبلغ تعداد سكانها 1024 نسمة حسب الإحصاء الذي جرى عام 2004.